# Сийский заказник
Сийский заказник — государственный природный заказник регионального значения в Холмогорском районе Архангельской области.

## История
Заказник был образован 30 декабря 1988 года на основании приказа Главохоты РСФСР № 292 и решения Архангельского облисполкома от 29 января 1988 года. Распоряжением Правительства Российской Федерации от 30 июня 2017 года №1383-р преобразован в государственный природный заказник регионального значения.

## Расположение
По северо-восточной границе проходит автомобольная дорога Холмогоры до пересечения с рекой Емца. По южной границе протекает река Ваймуга. Крайняя восточная часть заказника примыкает к селу Емецк.

## Описание
Главные цели заказника — сохранение, восстановление и воспроизводство ценных в хозяйственном, научном и культурном отношении, а также редких и находящихся под угрозой исчезновения видов животных и среды их обитания, а также исчезающих и лекарственных растений и мест их произрастания.
Объектами охраны являются ценные и редкие зоологические виды, отдельные группы растений, деревьев и кустарников, ценные виды охотничьих животных (лось, кабан, медведь бурый, рысь, росомаха, куница лесная, норка, белка, выдра, бобр речной, заяц-беляк, барсук, ондатра и другие, боровая дичь: глухарь, тетерев, рябчик, водоплавающая дичь: кряква, большая серая утка, чернеть, гоголь), система соединяющихся друг с другом озёр, сосновые боры-беломошники, а также памятник старины — Сийский мужской монастырь.
В заказнике ежегодно проходят акции по уборке мусора.